# Diostracus wolongensis
Diostracus wolongensis är en tvåvingeart som beskrevs av Zhang, Yang och Kazuhiro Masunaga 2005. Diostracus wolongensis ingår i släktet Diostracus och familjen styltflugor.
Artens utbredningsområde är Sichuan (Kina). Inga underarter finns listade i Catalogue of Life.